# Valeriano Gómez
Tomás Valeriano Gómez Sánchez, né le 15 décembre 1957 à Arroyo del Ojanco, est un homme politique espagnol, membre du Parti socialiste ouvrier espagnol (PSOE).
Diplômé en économie de l'université complutense de Madrid (UCM), il travaille dans les années 1980 pour le syndicat UGT, proche du PSOE. Entre 1987 et 1994, il est conseiller au cabinet du ministre du Travail.
Il devient ensuite administrateur de la société de logements de l'UGT PSV Sociedad Cooperativa, un poste qu'il conserve jusqu'à son entrée au cabinet du secrétaire général du Parti socialiste José Luis Rodríguez Zapatero en 2003. Il est nommé l'année suivante secrétaire général de l'Emploi du ministère du Travail, puis entre en 2007 au Conseil économique et social.
Il intègre le gouvernement en 2010, comme ministre du Travail et de l'Immigration. Élu député en 2011, il quitte l'exécutif avec le passage des socialistes dans l'opposition. Il met un terme à sa vie politique en 2014.

## Biographie

### Formation et carrière de conseiller
Après avoir obtenu une licence de sciences économiques et commerciales, spécialisée en économie du travail, à l'université Complutense de Madrid, il est recruté par l'Union générale des travailleurs (UGT), en tant que conseiller économique de la commission exécutive confédérale, en 1984.  Deux ans plus tard, il devient directeur général du fonds de promotion de l'emploi de la sidérurgie, jusqu'en 1987.
Il entre l'année suivante au cabinet du ministre du Travail et de la Sécurité sociale, Manuel Chaves, étant reconduit en 1990 par Luis Martínez Noval, et en 1993 par José Antonio Griñán. Lorsqu'il quitte le cabinet ministériel, il devient administrateur de la PSV Sociedad Cooperativa, société de logements de l'UGT alors en cessation de paiement.

### Un référent socialiste dans le domaine du travail
Il renonce à poste en 2003, pour entrer au cabinet de José Luis Rodríguez Zapatero, alors secrétaire général du PSOE. Il travaille ensuite à la rédaction du projet socialiste pour les élections générales du 14 mars 2004, en tant que coordinateur technique.
À la suite de la victoire du parti, il est nommé secrétaire général à l'Emploi au sein du ministère du Travail et des Affaires sociales. Il est remplacé en 2006 par Antonio González, et entre l'année suivante au Conseil économique et social, dans le collège des syndicats.
En 2008, il est de nouveau coordinateur technique du programme socialiste pour les élections générales.

### Ministre du Travail
Valeriano Gómez est nommé ministre du Travail et de l'Immigration lors du remaniement du 20 octobre 2010, bien qu'il ait manifesté contre la réforme du droit du travail lors de la grève générale du 29 septembre. Il présente toutefois un complément très favorable aux entrepreneurs neuf mois plus tard, facilitant notamment le recours au licenciement économique, avant de faire voter par le Congrès des députés le recul progressif de l'âge de départ à la retraite à 67 ans, au mois de juillet. Lors des élections générales anticipées du 20 novembre 2011, il est élu député de Madrid.